# Pascal Vignard
Pour les articles homonymes, voir Vignard.
Pas d'image ? Cliquez ici

a Compétitions nationales et continentales officielles uniquement.

Pascal Vignard, né le 15 juillet 1980 à Toulouse, est un joueur français de rugby à XV qui évolue au poste de troisième ligne.

## Carrière
- Avenir castanéen
- FCTT Toulouse
- AS Tournefeuille
- Lombez Samatan Club
- 2006-2007: Association sportive fleurantine rugby
- 2007-2009: US Colomiers

## Palmarès

### En club
- vainqueur du challenge Gaudermen : 1997
- Champion de France Crabos en 1999
- Champion de France de Fédérale 1 en 2008